# بيتر رونالد
بيتر رونالد (بالإنجليزية: Peter Ronald)‏ (5 نوفمبر 1889 في المملكة المتحدة - 21 أبريل 1953 بواتفورد في المملكة المتحدة) هو لاعب كرة قدم بريطاني (وحمل سابقاً جنسية المملكة المتحدة لبريطانيا العظمى وأيرلندا) في مركز مهاجم داخلي. لعب مع نادي واتفورد ونوتينغهام فورست وHebburn Argyle F.C. ‏ وWest Stanley F.C. ‏.